# Lathyrus vestitus
Lathyrus vestitus är en ärtväxtart som beskrevs av John Torrey och Asa Gray. Lathyrus vestitus ingår i släktet vialer, och familjen ärtväxter.

## Underarter
Arten delas in i följande underarter:
- L. v. bolanderi
- L. v. ochropetalus
- L. v. puberulus
- L. v. vestitus

## Bildgalleri

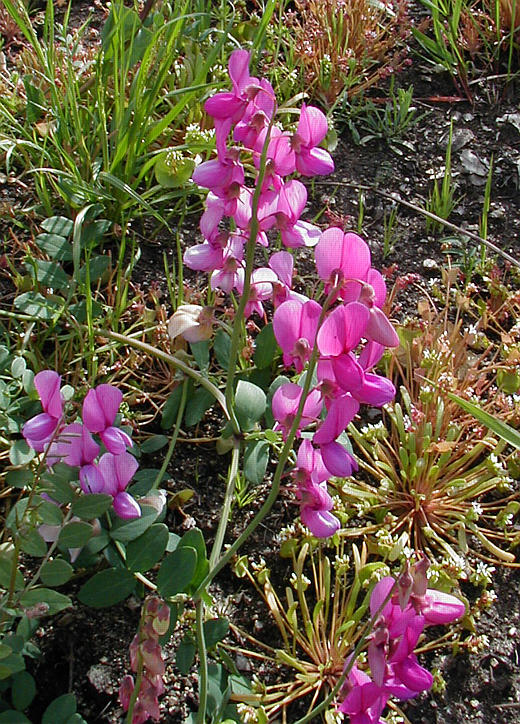
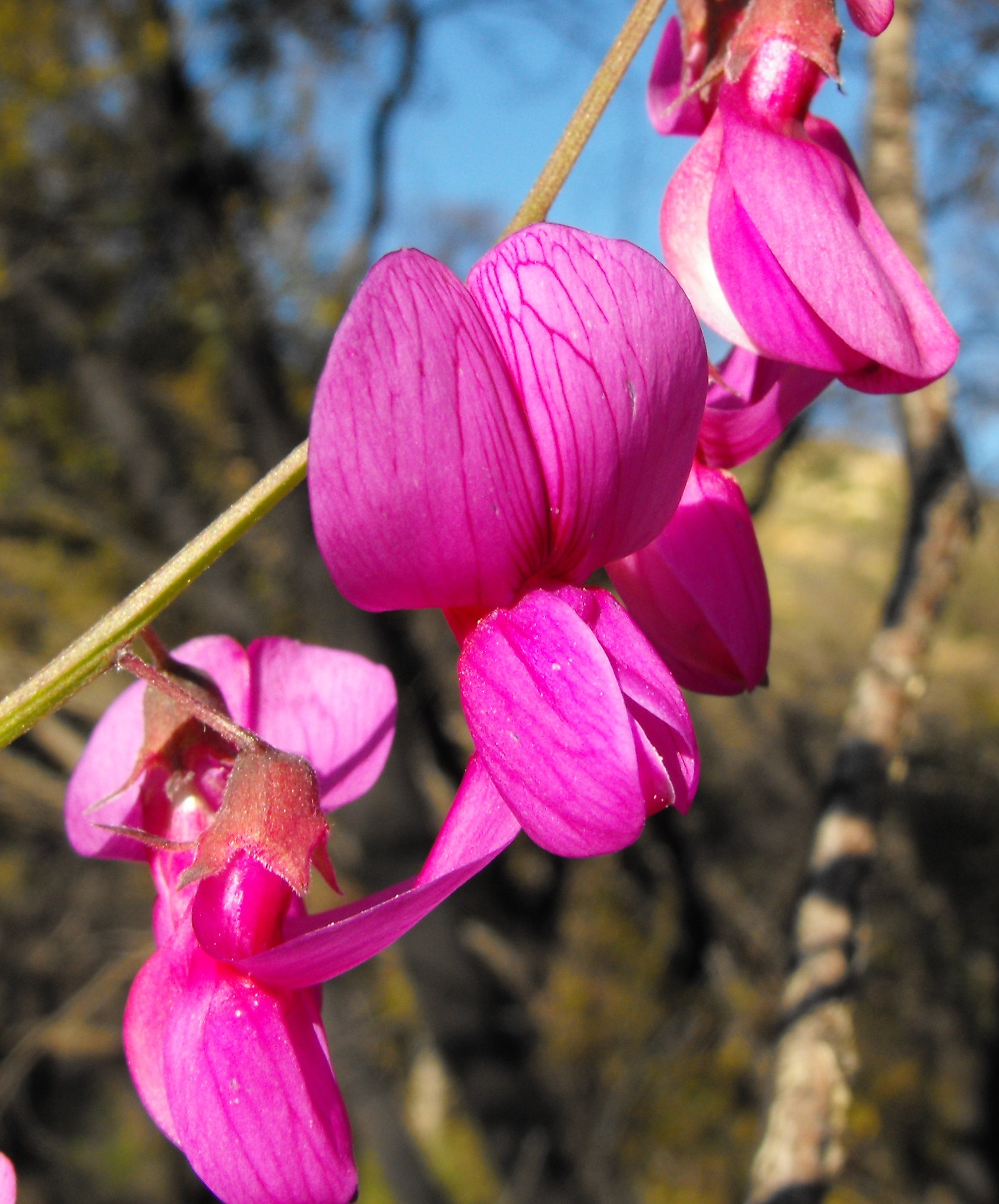
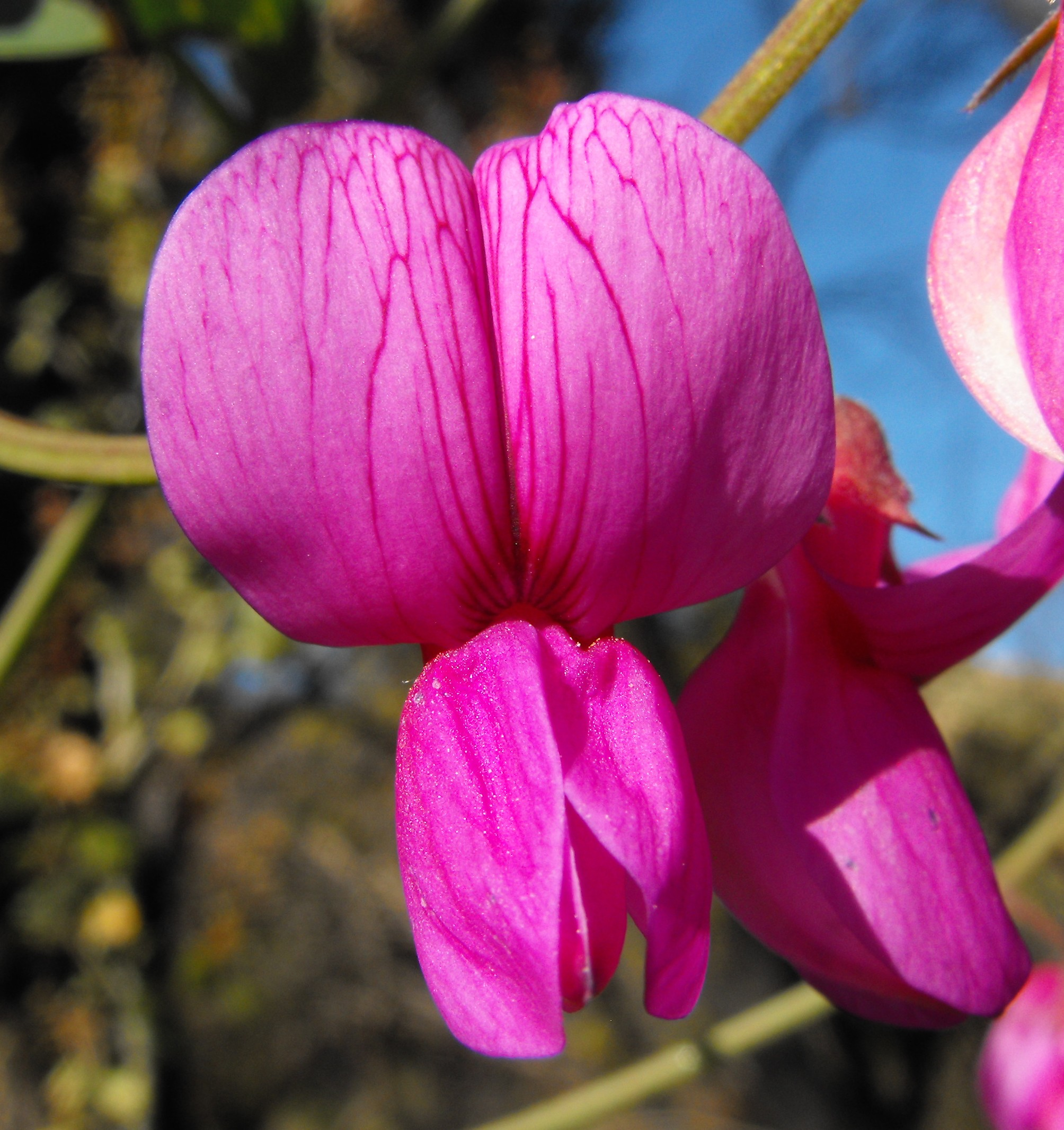